# Васютик, Владимир Богданович
Влади́мир Богда́нович Васю́тик (укр. Володимир Богданович Васютик; род. 24 марта 1970, Ужгород) — советский и украинский футболист, игравший на позиции вратаря.

## Биография
Родился в Ужгороде. Был членом юношеской сборной Украинской ССР ДСО «Спартак». В 1985—1987 годах учился во львовском спортинтернате под руководством Льва Броварского и Ярослава Луцышина. В 1986 стал чемпионом СССР среди юношей.
С 1987 года — в составе ужгородского «Закарпатья». Выступал за ужгородцев в течение 5 сезонов, не отыгрывая основных ролей. В 1991 был приглашён в команду высшей лиги — донецкий «Шахтёр». Единственный матч в высшем дивизионе чемпионата СССР провёл 17 августа 1991 года, выйдя в стартовом составе в выездной игре против ереванского «Арарата». В течение первого тайма пропустил 2 гола и в перерыве был заменён Дмитрием Шутковым.
В следующем году вернулся в «Закарпатье», в составе которого дебютировал в чемпионатах независимой Украины. На протяжении 6 сезонов был основным вратарём ужгородского клуба. Привлёк своей игрой внимание клуба элитного дивизиона — кировоградской «Звезды», куда перешёл в 1997 году. Тем не менее, в основном составе команды не закрепился, выступая преимущественно в дубле и «Звезде-2», во второй лиге. В 1998 году подписал контракт с малинским «Бумажником», также выступавшим во второй лиге, а затем вернулся в родное «Закарпатье», где выступал до завершения карьеры. Последнюю игру на профессиональном уровне провёл в 2001 году.
По окончании выступлений остался в ужгородской команде на должности тренера. В 2005 году, после отставки Виктора Ряшко некоторое время исполнял обязанности главного тренера клуба. Затем был назначен на должность главного тренера дублирующего состава команды, а позже возглавил молодёжную команду клуба. В 2008 году, после отставки Владимира Шарана, снова возглавил «Закарпатье», но провёл на посту всего 2 месяца. После этого покинул Ужгород и отправился в запорожский «Металлург», однако из-за смены главного тренера клуба, практически сразу ушёл из команды, приняв предложение стать тренером вратарей львовских «Карпат». Проработал на посту 4 года, а затем снова стал тренером ужгородской команды (к тому времени переименованной в «Говерлу»). Работал на должностях главного тренера дубля и тренера вратарей, а после расформирования клуба, в 2016 году, вернулся в «Карпаты», где стал тренером голкиперов главной, а позднее — молодёжной команды. В 2020 стал тренером вратарей в тренерском штабе Вячеслава Грозного, в карагандинском «Шахтёре». Летом 2020 года возглавил футбольный клуб «Ужгород», с которым занял второе место в своей группе Второй лиги и получил право выступать в Первой лиге чемпионата Украины. Покинул клуб летом 2021 года
В 1992 году заочно закончил Смоленский институт физкультуры